# (300) Geraldina
(300) Geraldina ist ein Asteroid des äußeren Hauptgürtels, der am 3. Oktober 1890 vom französischen Astronomen Auguste Charlois am Observatoire de Nice entdeckt wurde.
Ein Bezug dieses Namens zu einer Person oder einem Ereignis ist nicht bekannt.

## Wissenschaftliche Auswertung
Aus Ergebnissen der IRAS Minor Planet Survey (IMPS) wurden 1992 erstmals Angaben zu Durchmesser und Albedo für zahlreiche Asteroiden abgeleitet, darunter auch (300) Geraldina, für die damals Werte von 80,2 km bzw. 0,04 erhalten wurden. Eine Auswertung von Beobachtungen durch das Projekt NEOWISE im nahen Infrarot führte 2011 zu vorläufigen Werten für den Durchmesser und die Albedo im sichtbaren Bereich von 72,7 km bzw. 0,05. Nachdem die Werte nach neuen Messungen mit NEOWISE 2012 auf 66,8 km bzw. 0,05 geändert worden waren, wurden sie 2014 auf 67,4 km bzw. 0,06 korrigiert. Nach der Reaktivierung von NEOWISE im Jahr 2013 und Registrierung neuer Daten wurden die Werte 2015 zunächst mit 65,1 km bzw. 0,05 angegeben und dann 2016 korrigiert zu 84,9 oder 91,6 km bzw. 0,03, diese Angaben beinhalten aber alle hohe Unsicherheiten.
Photometrische Messungen des Asteroiden fanden erstmals statt am 10. und 11. Januar 2002 am Nationalen Astronomischen Observatorium Roschen in Bulgarien. Aus der aufgezeichneten Lichtkurve wurde eine Rotationsperiode von 6,818 h abgeleitet. Weitere Beobachtungen während vier Nächten im Zeitraum 6. September bis 1. November 2005 am R. P. Feynman Observatory in Italien wurden zu einer Rotationsperiode von 6,842 h ausgewertet.
Vom 15. bis 18. Februar 2013 wurden am Palomar-Observatorium in Kalifornien im Rahmen des Projekts Ten Thousand Asteroid Rotation Periods (10kARPs) große Bereiche des Himmels durchmustert und die Lichtkurven von Asteroiden aufgenommen, darunter auch (300) Geraldina, für die dabei eine Rotationsperiode von 6,86 h gefunden wurde. Eine Durchmusterung im Rahmen der Palomar Transient Factory (PTF) am Palomar-Observatorium ab 2009 bestätigte in einer Untersuchung von 2015 die Bestimmung der Rotationsperiode von (300) Geraldina mit einem Wert von etwa 6,850 h. Aus thermischen Infrarot-Daten wurde außerdem ein Durchmesser von 67,4 ± 0,1 km abgeleitet.
Neue photometrische Messungen erfolgten vom 24. bis 29. Oktober 2017 am Command Module Observatory in Arizona. Aus der Lichtkurve mit geringer Amplitude wurde eine Rotationsperiode von 6,847 h bestimmt. Direkt danach gab es noch Beobachtungen während acht Nächten vom 1. bis 22. November 2017 am Etscorn Campus Observatory in New Mexico. Hier wurde eine Periode von 6,860 h abgeleitet.
Ebenfalls eine sehr geringe Amplitude zeigte eine vom 5. bis 8. Dezember 2023 am Utah Desert Remote Observatory in Utah aufgenommene Lichtkurve. Es wurde daher keine Rotationsperiode bestimmt, aber die Daten passten zu dem bekannten Wert. Aus einem Vergleich mit archivierten Lichtkurven wurde gefolgert, dass (300) Geraldina eine Rotationsachse nahe zur Ebene der Ekliptik besitzt, außerdem gab es Hinweise auf eine mögliche Binarität des Asteroiden. Zur Klärung, ob es sich bei diesem Objekt einfach um ein längliches Einzelobjekt, ein hantelförmiges Objekt („contact binary“) oder einen vollständig getrennten, aber nahen Doppelasteroiden handelt, wurden weitere Beobachtungen als notwendig erachtet.